# Кисе (Алије)
Кисе (фр. Cusset) је насељено место у Француској у региону Оверња, у департману Алије.
По подацима из 2011. године у општини је живело 13.525 становника, а густина насељености је износила 423,58 становника/km².

## Демографија
| 1962.  | 1968.  | 1975.  | 1982.  | 1990.  | 2011.  |
| ------ | ------ | ------ | ------ | ------ | ------ |
| 11.468 | 13.117 | 13.685 | 14.355 | 13.567 | 13.525 |